# Premi Emmy 1956
La cerimonia dei Premi Emmy 1956, nota retroattivamente come 8ª edizione dei Primetime Emmy Awards (8th Primetime Emmy Awards), si è tenuta  al Pan Pacific Auditorium di Hollywood (Los Angeles) il 17 marzo 1956.
La cerimonia fu presentata da Art Linkletter.

## Primetime Emmy Awards

### Migliore serie drammatica
- Producers' Showcase
- Climax!
- Goodyear Television Playhouse
- Studio One
- The United States Steel Hour

### Migliore serie comica
- The Phil Silvers Show
- The Bob Cummings Show
- Caesar's Hour
- The George Gobel Show
- The Jack Benny Program
- Make Room for Daddy

### Migliore serie di azione o di avventura
- Disneyland
- Alfred Hitchcock presenta (Alfred Hitchcock Presents)
- Dragnet
- Gunsmoke
- The Lineup

### Migliore attore protagonista in una serie drammatica
- Phil Silvers – The Phil Silvers Show | Episodio: You'll Never Get Rich
- Robert Cummings – The Bob Cummings Show
- Jackie Gleason – The Honeymooners
- Danny Thomas – Make Room for Daddy
- Robert Young – Father Knows Best

### Migliore attrice protagonista di una serie televisiva
- Lucille Ball – Lucy ed io (I Love Lucy)
- Gracie Allen – The George Burns and Gracie Allen Show
- Eve Arden – Our Miss Brooks
- Jean Hagen – Make Room for Daddy
- Ann Sothern – Private Secretary

### Migliore attore non protagonista di una serie televisiva
- Art Carney – The Honeymooners
- Ed Begley – Kraft Television Theatre | Episodio: Patterns
- William Frawley – Lucy ed io
- Carl Reiner – Caesar's Hour
- Cyril Ritchard – Producers' Showcase | Episodio: Peter Pan

### Migliore attrice non protagonista di una serie televisiva
- Nanette Fabray – Caesar's Hour
- Ann B. Davis – The Bob Cummings Show | Episodio: Schultzy's Dream World
- Audrey Meadows – The Honeymooners
- Thelma Ritter – Goodyear Television Playhouse | Episodio: The Catered Affair

### Miglior attore protagonista in un singolo episodio di una serie televisiva
- Lloyd Nolan – Ford Star Jubilee | Episodio: The Caine Mutiny Court-Martial
- Ralph Bellamy – The United States Steel Hour | Episodio: The Fearful Decision
- José Ferrer – Producers' Showcase | Episodio: Cyrano de Bergerac
- Everett Sloane – Kraft Television Theatre | Episodio: Patterns
- Barry Sullivan – Ford Star Jubilee | Episodio: The Caine Mutiny Court-Martial

### Miglior attrice protagonista in un singolo episodio di una serie televisiva
- Mary Martin – Producers' Showcase | Episodio: Peter Pan
- Julie Harris – The United States Steel Hour | Episodio: A Wind from the South
- Eva Marie Saint – Producers' Showcase | Episodio: Our Town
- Jessica Tandy – Producers' Showcase | Episodio: The Fourposter
- Loretta Young – Letter to Loretta | Episodio: Christmas Stopover

### Migliore regia di una serie televisiva
- The Phil Silvers Show – Nat Hiken per l'episodio You'll Never Get Rich
- Alfred Hitchcock presenta – Alfred Hitchcock per l'episodio Il caso del signor Pelhalm
- The Bob Cummings Show – Rodney Amateau per l'episodio Return of the Wolf
- Dragnet – Jack Webb
- Make Room for Daddy – Sheldon Leonard
- You Are There – Bernard Girard per l'episodio Grant & Lee at Appomatox

### Migliore sceneggiatura di una serie televisiva
- Kraft Television Theatre – Rod Serling per l'episodio Patterns
- Goodyear Television Playhouse – Paddy Chayefsky per l'episodio The Catered Affair
- The Alcoa Hour – David Davidson per l'episodio Thunder Over Washington
- The Philco Television Playhouse – Robert Alan Aurthur per l'episodio A Man Is Ten Feet Tall
- The United States Steel Hour – Cyril Hume, Richard Maibaum per l'episodio The Fearful Decision

### Migliore sceneggiatura di una serie comica
- The Phil Silvers Show – Nat Hiken, Barry E. Blitzer, Arnold M. Auerbach, Harvey Orkin, Vin Bogert, Arnie Rosen, Coleman Jaacoby, Tony Webster, Terry Ryan per l'episodio You'll Never Get Rich
- Caesar's Hour – Mel Tolkin, Selma Diamond, Larry Gelbart, Mel Brooks, Sheldon Keller
- The George Gobel Show – Hal Kanter, Howard Leeds, Everett Greenbaum, Harry Winkler
- The Jack Benny Program – Sam Perrin, George Balzer, Hal Goldman, Al Gordon
- Lucy ed io – Jess Oppenheimer, Madelyn Davis, Bob Carroll Jr., Bob Schiller, Bob Weiskopf per l'episodio L.A. At Last